# Édith Clark
Ne doit pas être confondu avec Edith Clarke.
Pour les articles homonymes, voir Clarke.
Édith Clark, née Édith Georgette Valentine Boiteux le 5 juin 1904 à Cuffy (Cher) et morte dans un accident le 16 mars 1937 à Pujaut (Gard), est une parachutiste française, détentrice de nombreux records, et la première Française à obtenir le brevet de parachutiste.

## Biographie

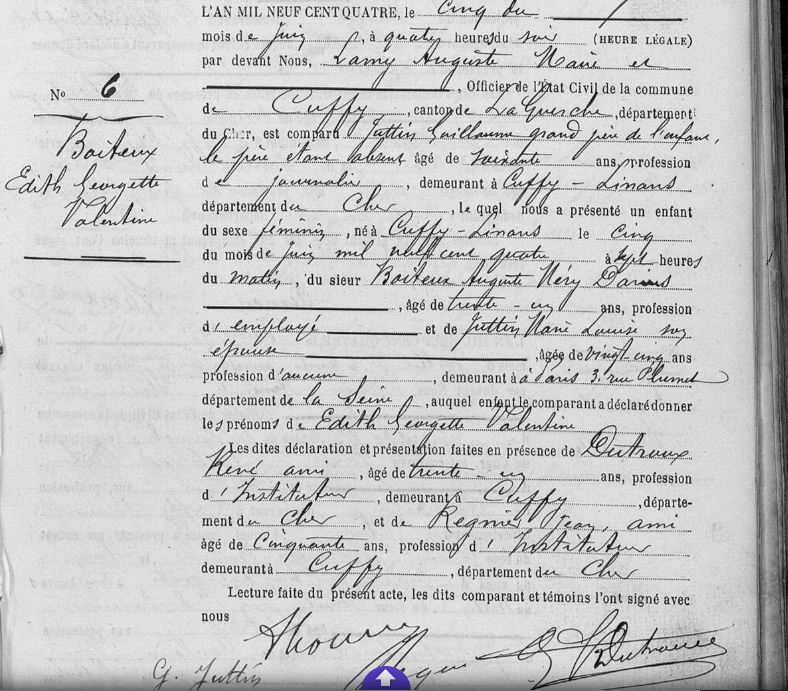
Acte de naissance d'Édith Georgette Valentine Boiteux.

Édith Georgette Valentine Boiteux naît le 5 juin 1904 à Cuffy (Cher).
Elle détient le record de saut à l'altitude la plus basse, en se lançant de la coupole du Cirque d'Hiver à Paris, à seulement quinze mètres du sol ; elle a juste le temps d'ouvrir son parachute et de se rétablir. Elle se donnait en spectacle, sautait en parachute dans une cage aux lions, effrayés par l'arrivée du parachute. En 1931, à Bucarest, elle effectue un saut du haut d'une échelle de pompier à près de 27 m.
Elle accompagne régulièrement Madeleine Charnaux dans ses tentatives de records d'altitude et lui déclare que ce qui lui plait, « c'est de rester dans l'avion jusqu'à l'atterrissage, ce qui lui arrive rarement dans sa carrière de "sauteuse" puisqu'elle n'est dans l'appareil que pendant la première moitié du vol ». Le 29 janvier 1935 à Orly, elle prend part au record féminin d’altitude pour avion léger, comme passagère de Madeleine Charnaux lorsqu'elle atteint 6 115 m.
En 1936, alors que le brevet de parachutiste vient d'être créé, elle est la première femme à l'obtenir, ce qui lui permet d'être officiellement parachutiste professionnelle.
Elle rêve de piloter mais son maigre salaire de dactylographe et sa formation de parachutiste ne lui permettent pas de prendre suffisamment de cours. Elle effectue alors de nombreux essais de prototypes de parachutes militaires. C'est ainsi que le 16 mars 1937, alors qu'elle a effectué plus de 200 sauts, elle se tue sur le terrain de Pujaut, au centre des parachutistes de l'Armée de l'air, au nord de Villeneuve-lès-Avignon. Elle procède aux essais d'un parachute d'entraînement. Après avoir sauté à plusieurs reprises avec ce parachute, elle effectue un saut à l'altitude de 500 mètres. Mais cette fois, la voilure ne s'ouvre pas. Malgré la tentative tardive d'ouvrir son parachute de secours, elle s'écrase au sol et meurt sur le coup.
Ses obsèques ont lieu à Paris, à l'église Sainte-Geneviève des Grandes-Carrières. Son corps, d'abord inhumé à Meaux, est transféré dans sa commune natale Cuffy, grâce à l'intervention de l'aviatrice Maryse Bastié.

## Distinction
- Citation à l'ordre de la Nation[6]

## Pour approfondir